# Paris-Tours 1989
La 83e édition de Paris-Tours a eu lieu le 8 octobre 1989. Elle constitue la onzième épreuve de la Coupe du monde de cyclisme et est remportée par le Néerlandais Jelle Nijdam de l'équipe Superconfex.

## Classement final
|    | Coureur             | Pays      | Équipe       |    | Temps           |
| -- | ------------------- | --------- | ------------ | -- | --------------- |
| 1  | Jelle Nijdam        | Pays-Bas  | Superconfex  | en | 7 h 11 min 42 s |
| 2  | Erick Vanderaerden  | Belgique  | Panasonic    |    | m.t.            |
| 3  | Johan Museeuw       | Belgique  | AD Renting   |    | m.t.            |
| 4  | Rolf Sørensen       | Danemark  | Ariostea     |    | m.t.            |
| 5  | Adriano Baffi       | Italie    | Ariostea     |    | m.t.            |
| 6  | Sammie Moreels      | Belgique  | Lotto        |    | m.t.            |
| 7  | Sean Kelly          | Irlande   | PDM-Concorde |    | m.t.            |
| 8  | Marcel Wüst         | Allemagne | RMO          |    | m.t.            |
| 9  | Guido Bontempi      | Italie    | Carrera      |    | m.t.            |
| 10 | Jean-Claude Colotti | France    | RMO          |    | m.t.            |